# Mustela frenata
Espèce
Statut de conservation UICN

 LC  : Préoccupation mineure
Répartition géographique
La belette à longue queue (Mustela frenata) est le mustélidé le plus largement répandu dans le Nouveau Monde.

## Description
C'est une belette typique au corps long et gracile, des pattes courtes aux pieds presque noirs et une queue qui est presque aussi longue que le reste de l'animal. Elle a un pelage roux à brun, et un ventre blanc-jaunâtre. Mais dans le Nord de son aire de répartition ou en altitude, elle mue en blanc pur en hiver sauf l'extrémité de la queue, qui est noire en toutes saisons. L'animal mesure entre 33 et 46 cm de longueur.

## Répartition géographique
Son aire de répartition s'étend depuis le Sud du Canada à travers la majeure partie des États-Unis jusqu'au Mexique, à l'Amérique centrale et le Nord de l'Amérique du Sud. Ce mammifère se rencontre généralement près de l'eau, dans des zones boisées dégagées, des champs ou des prairies.

## Régime alimentaire et mode de vie
Comme la plupart des belettes, les belettes à queue longue se nourrissent principalement de rongeurs, leurs corps graciles leur permettent de poursuivre leurs proies dans leurs terriers. Elles sont plus actives la nuit mais on les aperçoit parfois durant la journée. Elles sont très solitaires, et leur territoire ne se chevauche pas avec un autre membre de l'espèce du même sexe (même si chaque territoire d'un mâle peut inclure plusieurs territoires appartenant à des femelles). Les jeunes naissent sans défense, mais sont capables d'attraper des proies dès le 56e jour de manière autonome.
Elles sont capables de grimper aux arbres et sont aussi de bonnes nageuses.